# Сен-Поль-де-Баиз
Сен-Поль-де-Баи́з (фр. Saint-Paul-de-Baïse) — коммуна во Франции, находится в регионе Юг — Пиренеи. Департамент — Жер. Входит в состав кантона Валанс-сюр-Баиз. Округ коммуны — Кондом.
Код INSEE коммуны — 32402.

## География

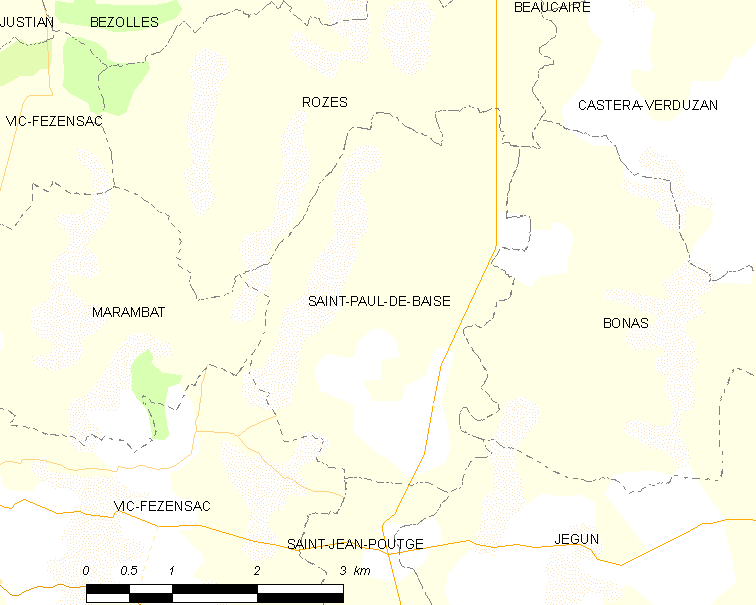
Карта коммуны

Коммуна расположена приблизительно в 590 км к югу от Парижа, в 90 км западнее Тулузы, в 23 км к северо-западу от Оша.
На востоке коммуны протекает река Баиз.

## Климат
Климат умеренно-океанический. Лето жаркое и немного дождливое, температура часто превышает 35 °С. Зимой часто бывает отрицательная температура и ночные заморозки. Годовое количество осадков — 700—900 мм.

## Население
Население коммуны на 2010 год составляло 106 человек.
| 1962 | 1968 | 1975 | 1982 | 1990 | 1999 | 2010 |
| ---- | ---- | ---- | ---- | ---- | ---- | ---- |
| 162  | 162  | 136  | 123  | 107  | 100  | 106  |

## Администрация
| Период | Период | Фамилия         | Партия | Примечания |
| ------ | ------ | --------------- | ------ | ---------- |
| 2001   | 2008   | Клодин Деш      |        |            |
| 2008   | 2014   | Клод Лабарта    |        |            |
| 2014   | 2020   | Жан-Люк Волошин |        |            |

## Экономика
В 2010 году среди 63 человек трудоспособного возраста (15-64 лет) 49 были экономически активными, 14 — неактивными (показатель активности — 77,8 %, в 1999 году было 78,7 %). Из 49 активных жителей работали 47 человек (25 мужчин и 22 женщины), безработных было 2 (1 мужчина и 1 женщина). Среди 14 неактивных 2 человека были учениками или студентами, 9 — пенсионерами, 3 были неактивными по другим причинам.